# Васильевская (Федорогорское сельское поселение)
Васильевская — деревня в Шенкурском районе Архангельской области. Входит в состав муниципального образования «Федорогорское».

## География
Деревня расположена в южной части Архангельской области, в таёжной зоне, в пределах северной части Русской равнины, в 3,5 километрах на восток от города Шенкурска, на правом берегу реки Вага. Ближайшие населённые пункты: на юге деревни Копалинская, Ванихинская и Покровская
Часовой пояс
Васильевская, как и вся Архангельская область, находится в часовой зоне МСК (московское время). Смещение применяемого времени относительно UTC составляет +3:00.

## Население
| 2002 | 2010 | 2012 |
| ---- | ---- | ---- |
| 35   | ↗54  | ↗56  |

## История
Указана в «Списке населённых мест по сведениям 1859 года» в составе Шенкурского уезда(1-го стана) Архангельской губернии под номером «2314» как «Васильевская». Насчитывала 9 дворов, 36 жителей мужского пола и 29 женского.
В «Списке населенных мест Архангельской губернии к 1905 году» деревня Васильевская (Сидоровская) насчитывает 11 дворов, 68 мужчин и 50 женщин. В административном отношении деревня входила в состав Груздовского сельского общества Великониколаевской волости.
На 1 мая 1922 года в поселении 20 дворов, 50 мужчин и 64 женщины.